# Жужелица выдающаяся
Жужелица выдающаяся (лат. Carabus excellens) — вид жуков рода жужелиц (Carabus). Впервые описан в 1798 году датским энтомологом Иоганном Христианом Фабрицием.
Синонимичные названия — Morphocarabus excellens (Gehin, 1885).

## Описание
Длина тела — 22—28 мм; у подвида C. ciscarpathicus Müller A., Panin R. & Kanarskiy Yu., 2019 до 31 мм. Верхняя сторона тела синяя, фиолетово-чёрная, бронзовая или медно-красная, края более яркие, другого цвета. Тело жука продолговатое, несколько уплощённое. Между рядами крупных точек на надкрыльях имеется три ряда выпуклых, многократно прерывающихся промежутков. Задние углы переднеспинки заходят за основание в виде коротких, округленных на своей вершине лопастей. Предпоследний членик губных щупиков несёт на себе две щетинки. Жуки и личинки — хищники, питаются беспозвоночными.

## Распространение
Распространён в Молдавии, Украине, Белоруссии, а также на северо-востоке Румынии, юго-востоке Польши и в России (Курская область).
Обитатель лесостепных ландшафтов, открытых пространств, суходольных лугов, сухих песчаных берегов.

## Замечания по охране
Занесён в Красную книгу Воронежской области России. Вероятно, является вымершим в этом регионе: последний и единственный раз вид отмечался в 1958 году в Новоусманском районе области.